# 朝5晚9
《朝5晚9》，是日本漫畫家相原實貴於小學館旗下週刊《Cheese!》連載的作品，於2009年9月號揭載，2010年3月號開始正式連載至2020年5月號，單行本全16卷。2015年，於10月號連載雜誌中公布將改編成影視作品之消息。2015年10月，富士電視台改編為月九時段連續劇《朝5晚9》，由石原聰美和山下智久主演。

## 故事簡介
劇情講述女英語老師櫻庭潤子與出身名門、即將成為家族寺廟住持的星川高嶺的愛情故事。

## 登場人物
聲為廣播劇CD版配音員，此CD隨漫畫的第11集單行本出版
櫻庭潤子（聲：石原聰美）
女主角，石原聰美飾演。英文會話中心的講師。
出生於平凡中庸的小家庭，一家英語會話中心的講師。為了脫離平庸的家庭生活，努力工作存錢，期盼有一天能到紐約生活的平庸女孩。
星川高嶺（聲：山下智久）
男主角，山下智久飾演。出生於一個名門家世宗族，也是家族的長子，為了家族歷代傳下來的寺廟而接下繼承住持的大任。由於不願意接受奶奶的婚事安排，在一場由家族寺院所接下的法事中，遇到了女主角潤子，對她一見鍾情。
三嶋聰（聲：古川雄輝）
潤子大學時代的社團好友。在精英商社上班，即將前往海外工作。與潤子的關係為「朋友以上、戀人未滿」的程度。
毛利真沙子（聲：紗榮子）
英語補習班櫃檯小姐。暱稱「Zexy」，喜歡潤子的朋友三嶋，常在三嶋與潤子中間從中作梗，私底下和補習班學生蜂屋蓮司有過多次性行為。
山淵百繪（聲：小堀友里繪）
英語補習班講師。喜歡BL漫畫。為迴避母親的催促而和亞瑟假裝成情侶關係。
亞瑟・蘭吉（Arthur Lange，聲：速水茂虎道）
潤子的同事，帥氣的英文補習班講師。相當受到OL和學生的歡迎，但偶爾會顯露其略帶腹黑的性格面，知道百繪偏愛BL作品的秘密並以此做為把柄，為擺脫補習班間不必要的異性注目而和百繪假扮成情侶。
里中由希
潤子英語補習班中的學生，為高中生，蜂屋的友人。外貌可愛，經常穿著女裝，實際上卻是不折不扣的男兒身。對潤子一見鍾情。相當關心著潤子的妹妹寧寧。
蜂屋蓮司（聲：木村良平）
潤子英語補習班中的學生，為高中生。暱稱為「澀谷王子」。家裡相當有錢，一個人住在高級公寓，喜歡著真沙子。於18歲生日當天接下並簽署真沙子遞給他的結婚申請書。
櫻庭寧寧
潤子的妹妹。個性與姐姐剛好相反，比較多負面想法。原本迷戀上蜂屋，但因自信不足未能和對方有進一步發展而嘗到失戀滋味，反而逐漸在意著關心她的由希。
星川天音
高嶺的弟弟。原本無意擔任寺院住持，但因為高嶺的勸說而改變念頭。在漫畫原著中曾因為高嶺發現潤子和三嶋的關係，令高嶺一度說出要潤子改嫁給天音的話，開始覬覦著寺院資產與潤子，卻趁著潤子造訪寺院期間暗地在茶飲裡動手腳，導致後者陷入意識不清的情況而遭其上下其手。高嶺知曉天音對潤子動手的事情後憤而出手教訓他。

## 出版書籍
| 集數 | 小學館                      | 小學館                                                  | 天下出版      | 天下出版               | 東立出版社     | 東立出版社             |
| 集數 | 發售日期                    | ISBN                                                    | 發售日期      | ISBN                   | 發售日期       | ISBN                   |
| ---- | --------------------------- | ------------------------------------------------------- | ------------- | ---------------------- | -------------- | ---------------------- |
| 1    | 2010年6月25日               | ISBN 978-4-09-133214-1                                  | 2010年11月8日 | ISBN 978-988-8033-29-4 | 2011年8月12日  | ISBN 978-986-10-7780-2 |
| 2    | 2010年12月24日              | ISBN 978-4-09-133558-6                                  | 2011年6月1日  | ISBN 978-988-8097-12-8 | 2011年8月12日  | ISBN 978-986-10-7781-9 |
| 3    | 2011年5月26日               | ISBN 978-4-09-133859-4                                  | 2011年9月1日  | ISBN 978-988-8097-68-5 | 2012年7月10日  | ISBN 978-986-10-8034-5 |
| 4    | 2012年2月24日               | ISBN 978-4-09-134196-9                                  | 2012年9月21日 | ISBN 978-988-8100-01-9 | 2013年3月12日  | ISBN 978-986-10-9790-9 |
| 5    | 2012年8月24日               | ISBN 978-4-09-134653-7                                  | 2014年8月30日 | ISBN 978-988-8214-79-2 | 2014年2月10日  | ISBN 978-986-317-883-5 |
| 6    | 2013年1月25日               | ISBN 978-4-09-134899-9                                  | 2015年4月21日 |                        | 2014年11月27日 | ISBN 978-986-337-396-4 |
| 7    | 2013年7月26日               | ISBN 978-4-09-135508-9                                  | 2016年1月8日  | ISBN 978-988-8216-13-0 | 2015年12月11日 | ISBN 978-986-337-397-1 |
| 8    | 2014年1月24日               | ISBN 978-4-09-135814-1                                  |               |                        | 2016年1月14日  | ISBN 978-986-348-550-6 |
| 9    | 2014年8月26日               | ISBN 978-4-09-136335-0                                  |               |                        | 2016年4月20日  | ISBN 978-986-365-981-5 |
| 10   | 2015年2月26日               | ISBN 978-4-09-136830-0                                  |               |                        | 2016年6月22日  | ISBN 978-986-382-993-5 |
| 11   | 2015年9月25日               | ISBN 978-4-09-137717-3 ISBN 978-4-09-159214-9（限定版） |               |                        | 2017年2月16日  | ISBN 978-986-462-327-3 |
| 12   | 2016年2月26日               | ISBN 978-4-09-138298-6 ISBN 978-4-09-159226-2（限定版） |               |                        | 2017年4月12日  | ISBN 978-986-10-7907-3 |
| 13   | 2017年2月24日 2017年2月22日 | ISBN 978-4-09-139137-7 ISBN 978-4-09-159226-2（限定版） |               |                        | 2018年4月2日   | ISBN 978-986-482-796-1 |
| 14   | 2018年2月26日               | ISBN 978-4-09-139878-9                                  |               |                        | 2019年4月12日  | ISBN 978-957-26-0775-6 |
| 15   | 2019年3月26日               | ISBN 978-4-09-870403-3                                  |               |                        | 2020年5月8日   | ISBN 978-957-26-3193-5 |
| 16   | 2020年4月24日               | ISBN 978-4-09-870895-6                                  |               |                        | 2022年3月1日   | ISBN 978-957-26-6346-2 |

### 公式漫迷手冊
| 卷數 | 小學館        | 小學館                 | 東立出版社    | 東立出版社             |
| 卷數 | 發售日期      | ISBN                   | 發售日期      | ISBN                   |
| ---- | ------------- | ---------------------- | ------------- | ---------------------- |
| 全   | 2015年10月9日 | ISBN 978-4-09-137898-9 | 2016年3月14日 | ISBN 978-986-462-906-0 |

## 備註
1. ↑  附廣播劇CD。
2. ↑  附廣播劇CD。
3. ↑  附限定版插圖。